# 시흥교통
시흥교통(始興交通)은 경기도 시흥시 소속의 버스 업체이다. 
- 계열사는 안산시의 시내버스 회사인 경원여객이 있다.

## 특징
- 2003년 11월 시흥시에서 시내버스 회사를 하나 설립하려고 할 때 시흥시장 요구로 인하여 경원여객에서 운영한 시흥시의 마을버스 업체인 시흥교통이 시흥시의 시내버스 회사로 전환되면서 경원여객 소속 시흥시 지역 노선 일부가 이관되면서 경원여객 지분을 출자하여 1년만에 통합 분리 독립 설립하였다.
- 2002년 12월 당시 경원여객 선부동영업소에서 통합 창립되어서 운행했으며. 2007년 3월 본사가 현 위치로 이전됨과 동시에  경원여객 오이도영업소가 개설되었다.
- 대표이사로는 민충기 대표이사가 있으며 계열사인 경원여객의 대표이사를 겸하고 있다.
- 시흥교통은 계열사인 경원여객과 차량을 공유하기도 한다.
- 12, 31-3, 97번 등은 시흥교통 설립 이후 소신여객, 경원여객으로부터 양도받아서 운행한다.

## 연혁
- 1978년 9월: 금강고속자동차주식회사 시흥시 시내버스 영업소 신설
- 2002년 12월: 금강고속자동차주식회사 시흥시 시내버스 영업소 종료 경원여객 넘기고 통합
- 2003년 11월 7일: 경원여객 지분을 출자하여 경기도 시흥시 정왕동에서 1년만에 통합 분리 독립 설립
- 2011년 12월 12일: 본사를 현 위치인 시흥시 신현로로 이전.
- 2012년 2월 1일: 경원여객 시내버스 97번을 본 회사에서 운행
- 2012년 4월 16일: 경원여객 시내버스 31-3번을 본 회사에서 운행
- 2016년 4월 6일: 소신여객 시내버스 12번을 본 회사에서 운행
- 2017년 5월 2일: 따복버스 37, 37-1번 개통
- 2017년 6월 15일: 광역버스 3300번 개통
- 2017년 11월 13일: 광역버스 3400번 개통
- 2018년 6월 5일 : 도시형버스 13번 개통
- 2019년 8월 30일 : 광역버스 5200번 개통
- 2019년 10월 25일 : 도시형버스 16번 개통
- 2019년 11월 5일 : 광역버스 3500번 개통
- 2019년 12월 7일 : 경원여객 시내버스 32번을 본 회사에서 운행
- 2020년 4월 29일: 광역버스 3201번 개통
- 2020년 5월 27일: 광역버스 3301번 개통
- 2020년 6월 5일 : 도시형버스 : 60번 개통
- 2020년 6월 5일 : 도시형버스 : 70번 개통
- 2020년 11월 9일 : 도시형버스 : 27번 개통

## 현황
2022년 1월 기준이다.
| 운행업체 | 보유 노선수 | 보유 노선수 | 보유 노선수 | 보유 노선수 | 보유 노선수 | 등록 대수 | 등록 대수 | 등록 대수 | 등록 대수 | 등록 대수 |
| -------- | ----------- | ----------- | ----------- | ----------- | ----------- | --------- | --------- | --------- | --------- | --------- |
| 운행업체 | 노선 합계   | 광역급행    | 직행좌석    | 일반좌석    | 시내일반    | 대수 합계 | 광역급행  | 직행좌석  | 일반좌석  | 시내일반  |
| 시흥교통 | 40          | -           | 7           | -           | 33          | 302       | -         | 61        | -         | 241       |

## 운영 노선

### 시내버스
- ● 7번: 시흥푸르지오6차아파트 ↔ 정왕역 (2015년 3월 2일 신설)
- ● 12번: 삼미시장 ↔ 신천역 ↔ 은행지구 ↔ 은계지구 ↔ 계수동 ↔ 범박동 ↔ 괴안동 ↔ 역곡역 ↔ 소사역 ↔ 부천역 ↔ 춘의역 ↔ 도당동 ↔ 오정동 ↔ OBS ↔ 오쇠동 ↔ 김포공항 (2016년 4월 6일부터 소신여객으로부터 양도받은 노선이다. 2018년 11월 16일부터 120번과 통합)
- ● 13번: 포동 ↔ 신현역 ↔ 미산동 ↔ 신천역 ↔ 삼미시장 (2024년 7월 8일 노선변경)
- ● 16번: 은계지구 ↔ 은행고등학교 ↔ 소래중.고등학교 ↔ 신천역 ↔ 삼미시장 ↔ 신천동 ↔ 운연동 ↔ 인천대공원역 (2019년 12월 31일 노선연장, 2022년 10월 26일 15번과 통합 및 연장운행)
- ● 20-1번: 정왕역 ↔ 한국공학대학교 ↔ 시화공단 ↔ 반월공단 ↔ 안산역 ↔ 원곡동 ↔ 선부동 ↔ 강서고등학교 ↔ 서울예술대학교 ↔ 월피동 ↔ 부곡동 ↔ 부곡중학교
- ● 21번: 오이도해양단지 ↔ 시화공단 ↔ 한국공학대학교 ↔ 경기과학기술대학교 ↔ 시화지구 ↔ 안산역 ↔ 원곡동 ↔ 선부동 ↔ 강서고등학교 ↔ 서울예술대학교 ↔ 월피동 ↔ 부곡동 ↔ 일동 ↔ 상록수역 ↔ 본오동태영아파트
- ● 23번: 월곶 ↔ 시흥신세계아울렛 ↔ 배곧고등학교 ↔ 배곧한신.호반3차아파트 ↔ 오이도역 ↔ 시화지구 ↔ 이마트 시화점 ↔ 경기스마트고등학교 ↔ 안산역 ↔ 원곡동 ↔ 안산시청 ↔ 한대앞역 ↔ 일동 ↔ 상록수역 ↔ 본오동
- ● 25번: 오이도해양단지 ↔ 시화공단 ↔ 홈플러스 시화점 ↔ 시화지구 ↔ 이마트 시화점 ↔ 시흥소방서 ↔ 정왕역 (구 7-3번 마을버스)
- ● 26번: 신천동 ↔ 삼미시장 ↔ 신천역 ↔ 은행지구 ↔ 계수4거리 ↔ 과림동 ↔ 금이동 ↔ 물왕동 ↔ 연성동 ↔ 시흥시청역
- ● 26-1번: 능곡지구 ↔ 시흥능곡역 ↔ 시흥시청 ↔ 장곡동 ↔ 월동 ↔ 오이도역 ↔ 정왕역 ↔ 이마트 시화점 ↔ 시흥시외버스터미널
- ● 27번: 신천동 ↔ 삼미시장 ↔ 신천역 ↔ 은행지구 ↔ 은계지구 ↔ 시흥대야역 ↔ 항동 ↔ 천왕역 (2020년 11월 9일 신설)
- ● 28번: 정왕역 ↔ 군서미래국제학교 ↔ 경기과학기술대학교 ↔ 한국공학대학교 ↔ 홈플러스 시화점 ↔ 시화공단 ↔ 시화MTV ↔ 아쿠아펫랜드 (2022년 12월 1일 노선연장)
- ● 29번: 정왕역 ↔ 군서미래국제학교 ↔ 글로비스자동차경매장 ↔ 시화공단 ↔ 시화MTV ↔ 아쿠아펫랜드 (2022년 12월 1일 노선연장)
- ● 31번: 포동 ↔ 신현역 ↔ 미산동 ↔ 소래중.고등학교 ↔ 신천역 ↔ 롯데마트 시흥점 ↔ 은행지구 ↔ 시흥대야역 ↔ 여우고개 ↔ 부천역 ↔ 부천대학교 ↔ 부천소방서
- ● 31-3번: 능곡지구 ↔ 시흥시청역 ↔ 연성지구 ↔ 신현역 ↔ 미산동입구 ↔ 소래중.고등학교 ↔ 은행지구 ↔ 시흥대야역 ↔ 여우고개 ↔ 부천역 ↔ 부천대학교 ↔ 부천소방서 (이 노선은 2012년 4월 16일부터 경원여객으로부터 양도받은 노선이다.)
- ● 32번: 호계동 ↔ 안양1번가 ↔ 박달동 ↔ 목감동 ↔ 목감지구 ↔ 물왕동 ↔ 연성동 ↔ 시흥시청역 ↔ 능곡지구 ↔ 시흥능곡역 ↔ 장현지구 ↔ 장곡동 ↔ 월곶 ↔ 배곧중흥.센텀1차아파트(이 노선은 2019년 12월 7일부터 경원여객으로부터 양도받은 노선이다.)(2025년 3월 17일 노선변경)
- ● 33번: 시흥시청역 ↔ 장곡동 ↔ 정왕역 ↔ 시흥세무서 ↔ 한국공학대학교 ↔ 시화유통상가 ↔ 시화공단 ↔ 시화MTV ↔ 아쿠아펫랜드(2023년 12월 18일 노선연장)
- ● 33-1번: 시화MTV(어린이공원입구) ↔ 스틸랜드 ↔ 서해고등학교 ↔ 함송상가 ↔ 오이도역 (2023년 6월 12일 신설)
- ● 36번: 능곡동 ↔ 장현지구 ↔ 시흥시청역 ↔ 연성동 ↔ 신현역 ↔ 포동 ↔ 방산동 ↔ 신천고등학교 ↔ 삼미시장 ↔ 태광아파트 ↔ 대야동 ↔ 시흥ABC행복학습타운 ↔ 시흥대야역 ↔ 은행지구
- ● 40A번: 군자서희스타힐스아파트 → 거모동 → 군자동 → 도일시장 → 신길지구 → 신길온천역 → 군자서희스타힐스아파트
- ● 40B번: 군자서희스타힐스아파트 → 신길온천역 → 신길지구 → 도일시장 → 군자동 → 거모동 → 군자서희스타힐스아파트
- ● 60번: 배곧한라비발디아파트 ↔ 서울대학교 시흥캠퍼스 ↔ 배곧한신.호반3차아파트 ↔ 배곧고등학교 ↔ 배곧생명공원 ↔ 배곧이지더원1차아파트 ↔ 배곧중흥.센텀1차아파트 ↔ 시흥신세계아울렛 (2020년 6월 5일 신설)
- ● 63번: 오이도해양단지 ↔ 배곧한라비발디아파트 ↔ 배곧생명공원 ↔ 배곧한신.호반3차아파트 ↔ 시흥신세계아울렛 ↔ 월곶 ↔ 장곡동 ↔ 시흥시청역 ↔ 연성동 ↔ 신현역 ↔ 미산동입구 ↔ 소래중.고등학교 ↔ 은행지구 ↔ 시흥대야역
- ● 70번: 시흥푸르지오6차아파트 ↔ 정왕역 ↔ 시화지구 ↔ 오이도역 ↔ 함송상가 ↔ 배곧한신.호반3차아파트 ↔ 배곧고등학교 ↔ 배곧이지더원1차아파트 ↔ 배곧중흥.센텀1차아파트 (2020년 6월 5일 신설)
- ● 99-2번: 월곶 ↔ 배곧중흥.센텀1차아파트 ↔ 배곧이지더원1차아파트 ↔ 배곧생명공원 ↔ 오이도역 ↔ 시화지구 ↔ 이마트 시화점 (2023년 11월 13일 노선연장)
- ● 99-3번: 오이도역 ↔ 시화지구 ↔ 배곧한라비발디아파트 ↔ 오이도해양단지 ↔ 시화MTV ↔ 아쿠아펫랜드 (2022년 12월 1일 노선연장)
- ● 500번: 신천동 ↔ 삼미시장 ↔ 신천역 ↔ 시흥대야역 ↔ 은계지구 ↔ 매화동 ↔ 금이4거리 ↔ 광명역 (2024년 10월 14일 신설)
- ● 530번: 능곡동 ↔ 시흥능곡역 ↔ 장현지구 ↔ 장곡동 ↔ 시흥시청역 ↔ 연성동 ↔ 신현역 ↔ 미산동 ↔ 매화동 ↔ 과림동 ↔ 과림4거리 ↔ 광명사거리역 ↔ 개봉역 ↔ 구일역 ↔ 구로역 ↔ 신도림역 ↔ 영등포역 ↔ 여의도환승센터 (2020년 11월 9일 노선연장)
- ● 5601번: 능곡동 ↔ 시흥능곡역 ↔ 장현지구 ↔ 장곡동 ↔ 시흥시청역 ↔ 목감지구 ↔ 목감동 ↔ 목감 나들목 ↔ 서해안고속도로 ↔ 일직 분기점 ↔ 제2경인고속도로 ↔ 석수 나들목 ↔ 석수역 ↔ 금천구청역
- ● 5602번: 이마트 시화점 ↔ 경기스마트고등학교 ↔ 시흥푸르지오6차아파트 ↔ 거모동 ↔ 군자동 ↔ 능곡지구 ↔ 시흥시청역 ↔ 연성동 ↔ 목감동 ↔ 목감 나들목 ↔ 서해안고속도로 ↔ 일직 분기점 ↔ 제2경인고속도로 ↔ 석수 나들목 ↔ 석수역 ↔ 구로디지털단지역 (2011년 5월 신설)

### 마을버스
- ● 5번 : 갯골생태공원 ↔ 장곡동 ↔ 장현지구 ↔ 능곡지구 ↔ 시흥시청역 ↔ 연꽃테마파크
- ● 8번 : 능곡동 ↔ 능곡지구 ↔ 시흥능곡역 ↔ 장현지구 ↔ 시흥시청역
- ● 8-1번 : 능곡동 ↔ 능곡지구 ↔ 시흥능곡역 ↔ 장현지구 ↔ 시흥시청역

### 맞춤형버스
- ● 11-A번: 배곧생명공원 ↔ 배곧고등학교 ↔ 오이도역 ↔ 정왕역 ↔ 한국산업기술대학교 ↔ 시화공단 ↔ 시화MTV (평일 출퇴근시 운영)
- ● 11-B번: 배곧생명공원 ↔ 배곧고등학교 ↔ 오이도역 ↔ 시화지구 ↔ 이마트 시화점 ↔ 한국공학대학교 ↔ 시화유통상가 (평일 출퇴근시제외후 운영)
- ● 11-C번: 오이도역 ↔ 배곧고등학교 ↔ 배곧생명공원 ↔ 오이도해양단지 (주말, 공휴일 운영)
- ● 37번: 포동 ↔ 신현역 ↔ 미산동 ↔ 매화동 ↔ 도창동 ↔ 금이동 ↔ 물왕저수지 ↔ 목감지하차도입구 (2017년 5월 2일 신설.[2], 평일 운영)
- ● 37-1번: 포동 ↔ 신현역 ↔ 미산동 ↔ 매화동 ↔ 도창동 ↔ 금이동 ↔ 물왕저수지 (2017년 5월 2일 신설[2], 주말, 공휴일 운영)

### 직행좌석버스
- ● 3200번: 포동 ↔ 신현역 ↔ 미산동입구 ↔ 신천역 ↔ 은행지구 ↔ 시흥대야역 ↔ 시흥 나들목 ↔ 시흥 요금소 → 학의 분기점 → 과천봉담도시고속화도로 → 남태령역 → 사당역 → 강남역 → 사당역 → 강남순환로 → 서해안고속도로 → 일직 분기점 → 제2경인고속도로 → 안현 분기점 → 시흥 요금소 (이하역순) (2008년 11월 10일 신설)
- ● 3201번: 삼미시장 ↔ 신천역 ↔ 은계지구 ↔ 시흥대야역 ↔ 시흥 나들목 ↔ 시흥 요금소 → 학의 분기점 → 과천봉담도시고속화도로 → 남태령역 → 사당역 → 강남순환로 → 서해안고속도로 → 일직 분기점 → 제2경인고속도로 → 안현 분기점 → 시흥 요금소 (이하역순) (2020년 4월 29일 신설)
- ● 3202번: 삼미시장 ↔ 은계지구 ↔ 시흥대야역 ↔ 시흥 나들목 ↔ 수도권제1순환고속도로 ↔ 판교 분기점 ↔ 판교 나들목 ↔ 화랑공원 ↔ 금토천교 ↔ 삼평교 ↔ 판교제2테크노밸리 ↔ 나라기록관(2024년 6월 1일 신설)
- ● 3300번: 능곡지구 ↔ 시흥능곡역 ↔ 장현지구 ↔ 장곡동 ↔ 연성동 ↔ 목감동 → 목감 나들목 → 조남 분기점 → 수도권제1순환고속도로 → 학의 분기점 → 과천봉담도시고속화도로 → 남태령역 → 사당역 → 강남역 → 사당역 → 강남순환로 → 서해안고속도로 → 목감 나들목 (이하역순) (2017년 6월 15일 신설)
- ● 3301번: 능곡동 ↔ 시흥능곡역 ↔ 장현지구 ↔ 장곡동 ↔ 장현초등학교 ↔ 시흥시청역 ↔ 연성동 ↔ 연성 나들목 ↔ 제3경인고속도로 → 도리 분기점 → 수도권제1순환고속도로 → 학의 분기점 → 과천봉담도시고속화도로 → 남태령역 → 사당역 → 강남순환로 → 서해안고속도로 → 목감 나들목 → 제3경인고속도로 → 연성 나들목 (이하역순) (2020년 5월 27일 신설)
- ● 3302번: 시흥능곡역 ↔ 시흥시청역 ↔ 목감동 ↔ 목감 나들목 ↔ 조남 분기점 ↔ 수도권제1순환고속도로 ↔ 판교 분기점 ↔ 판교 나들목 ↔ 화랑공원 ↔ 금토천교 ↔ 삼평교 ↔ 판교제2테크노밸리 ↔ 나라기록관(2024년 6월 1일 신설)
- ● 3400번: 시흥시외버스터미널 ↔ 이마트 시화점 ↔ 시화지구 ↔ 배곧한라비발디아파트 ↔ 배곧생명공원 ↔ 배곧한신.호반3차아파트 ↔ 정왕 나들목 ↔ 제3경인고속도로 → 도리 분기점 → 수도권제1순환고속도로 → 학의 분기점 → 과천봉담도시고속화도로 → 남태령역 → 사당역 → 강남역 → 사당역 → 강남순환로 → 서해안고속도로 → 목감 나들목 → 제3경인고속도로 → 정왕 나들목 (이하역순)(2017년 11월 13일 신설)
- ● 3500번: 오이도 ↔ 배곧이지더원2차아파트 ↔ 서울대학교 시흥캠퍼스 ↔ 배곧생명공원 ↔ 배곧이지더원1차아파트 ↔ 배곧중흥.센텀1차아파트 ↔ 정왕 나들목 ↔ 제3경인고속도로 ↔ 목감 나들목 ↔ 서해안고속도로 ↔ 강남순환로 ↔ 서울대학교 관악캠퍼스 ↔ 서울대입구역 (2019년 11월 5일 신설)
- ● 5200번: 시화유통상가 ↔ 이마트 시화점 ↔ 시화지구 ↔ 배곧한라비발디아파트 ↔ 배곧생명공원 ↔ 배곧한신.호반3차아파트 ↔ 시흥신세계아울렛 ↔ 방산동 ↔ 삼미시장 ↔ 신천역 ↔ 은계지구 ↔ 옥길자이.호반아파트 ↔ 항동 ↔ 오류동역 ↔ 개봉역 ↔ 구일역 ↔ 구로역 ↔ 신도림역 (2020년 11월 9일 노선연장)

## 과거 노선
- ● 15번: 시흥대야역 ↔ 은계지구 ↔ 소래중.고등학교 ↔ 신천역 ↔ 삼미시장 ↔ 신천동 (2020년 2월 5일 ~ 2022년 10월 26일, 16번으로 통합)
- ● 20번: 시흥시청 ↔ 능곡지구 ↔ 선부동 ↔ 강서고등학교 ↔ 안산시청 ↔ 중앙역 ↔ 한양대학교 안산캠퍼스 (구 7번 마을버스) (2018년 1월 16일부로 운행중단)
- ● 20-2번: 오이도 - 정왕동 - 정왕역
- ● 28-1번: 정왕역 ↔ 경기하늘바다축전행사장입구 (2016년 8월 26일 ~ 2016년 8월 28일)
- ● 29-1번: 정왕역 ↔ 경기하늘바다축전행사장입구 (2016년 8월 26일 ~ 2016년 8월 28일)
- ● 31-1번: 신천고등학교 ↔ 신천중학교 ↔ 산호아파트 ↔ 은행지구 ↔ 대야동 ↔ 여우고개 ↔ 소사3거리 ↔ 부천역
- ● 31-5번: 신현동 ↔ 방산동 ↔ 태광아파트 ↔ 대야동 ↔ 여우고개 ↔ 소사3거리 ↔ 부천역 <이 노선은 경원여객으로부터 양도받은 노선이다.> (2015년 8월 17일 36, 37번과 통합하여 36번으로 변경)
- ● 31-9번: 포동 ↔ 신현역 ↔ 미산동 ↔ 신천역 ↔ 삼미시장 ↔ 대야동 ↔ 여우고개 ↔ 부천역 ↔ 부천대학교 ↔ 부천소방서 (2011년 12월 29일 노선연장, 이 노선은 경원여객으로부터 양도받은 노선이다.)
- ● 36번 (초기노선): 은행지구 → 대흥중학교 → 태광아파트 → 삼미시장 → 신천고등학교 → 신천중학교 → 신일초등학교 → 검바위초등학교 → 소래중.고등학교 → 은행지구 (2014년 3월 3일 ~ 2015년 8월 17일)
- ● 37번: 은행지구 → 소래중.고등학교 → 검바위초등학교 → 신일초등학교 → 신천중학교 → 신천고등학교 → 삼미시장 → 태광아파트 → 대흥중학교 → 은행지구 (2014년 3월 3일 ~ 2015년 8월 17일)
- ● 50번: 오이도역 ↔ 시화MTV/경기하늘바다축전행사장입구 (2015년 10월 8일 ~ 2015년 10월 11일)
- ● 63-1번: 시흥시청 ↔ 연성동 ↔ 포동3거리 ↔ 미산동입구 ↔ 소래중.고등학교 ↔ 은행지구 ↔ 소사고등학교 ↔ 소사초등학교 ↔ 소사3거리 ↔ 소사역 <이 노선은 마을버스 한사랑교통 1-1번 대신 운행한 노선이다.
- ● 97번: 능곡지구 ↔ 시흥능곡역 ↔ 화정동 ↔ 선부동 ↔ 고잔역 ↔ 사동푸르지오아파트 (이 노선은 2012년 2월 1일부터 경원여객으로부터 양도받은 노선이다.)
- ● 120번: 삼미시장 ↔ 신천역 ↔ 은행지구 ↔ 계수동 ↔ 범박동 ↔ 괴안동 ↔ 역곡역 (2014년 12월 4일 ~ 2018년 11월 15일, 12번으로 통합)
- ● 510번: 시화유통상가 ↔ 이마트 시화점 ↔ 시화지구 ↔ 오이도역 ↔ 월곶 ↔ 방산동 ↔ 신천동 ↔ 삼미시장 ↔ 신천역 ↔ 은행지구 ↔ 계수4거리 ↔ 과림4거리 ↔ 광명사거리역 ↔ 개봉역 ↔ 구일역 ↔ 구로역 ↔ 신도림역 ↔ 영등포역 ↔ 여의도환승센터 (2003년 10월 신설)[3][4]
- ● 520번: 연성지구 ↔ 신현역 ↔ 미산동입구 ↔ 신천역 ↔ 삼미시장 ↔ 대야동 ↔ 은행지구 ↔ 계수4거리 ↔ 옥길동 ↔ 천왕지구 ↔ 천왕역[5][6]
- ● 5604번: 목감지구 ↔ 목감동 ↔ 목감 나들목 ↔ 서해안고속도로 ↔ 일직 분기점 ↔ 제2경인고속도로 ↔ 석수 나들목 ↔ 석수역 (2016년 8월 17일 ~ 2024년 5월 12일)

## 보유 차량
현대자동차
- 현대 뉴 카운티
- 현대 그린시티
- 현대 뉴 슈퍼 에어로시티
- 현대 저상 뉴 슈퍼 에어로시티
- 현대 블루시티
- 현대 일렉시티
- 현대 유니버스 스페이스 엘레강스
- 현대 뉴 프리미엄 유니버스 엘레강스
- 현대 뉴 프리미엄 유니버스 프라임

MAN
- MAN 라이온스 더블데커

## 사진

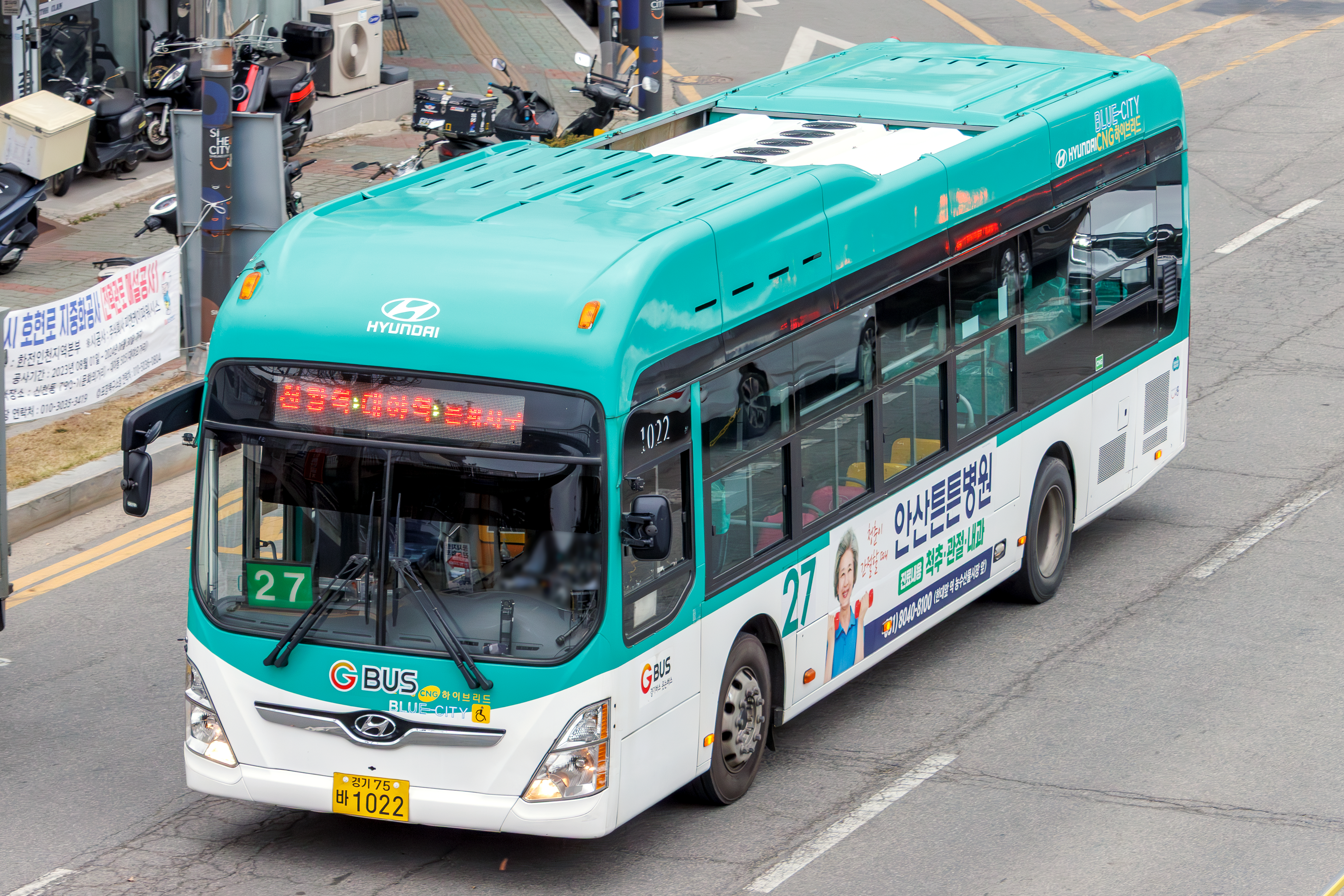
시흥시내버스 27번
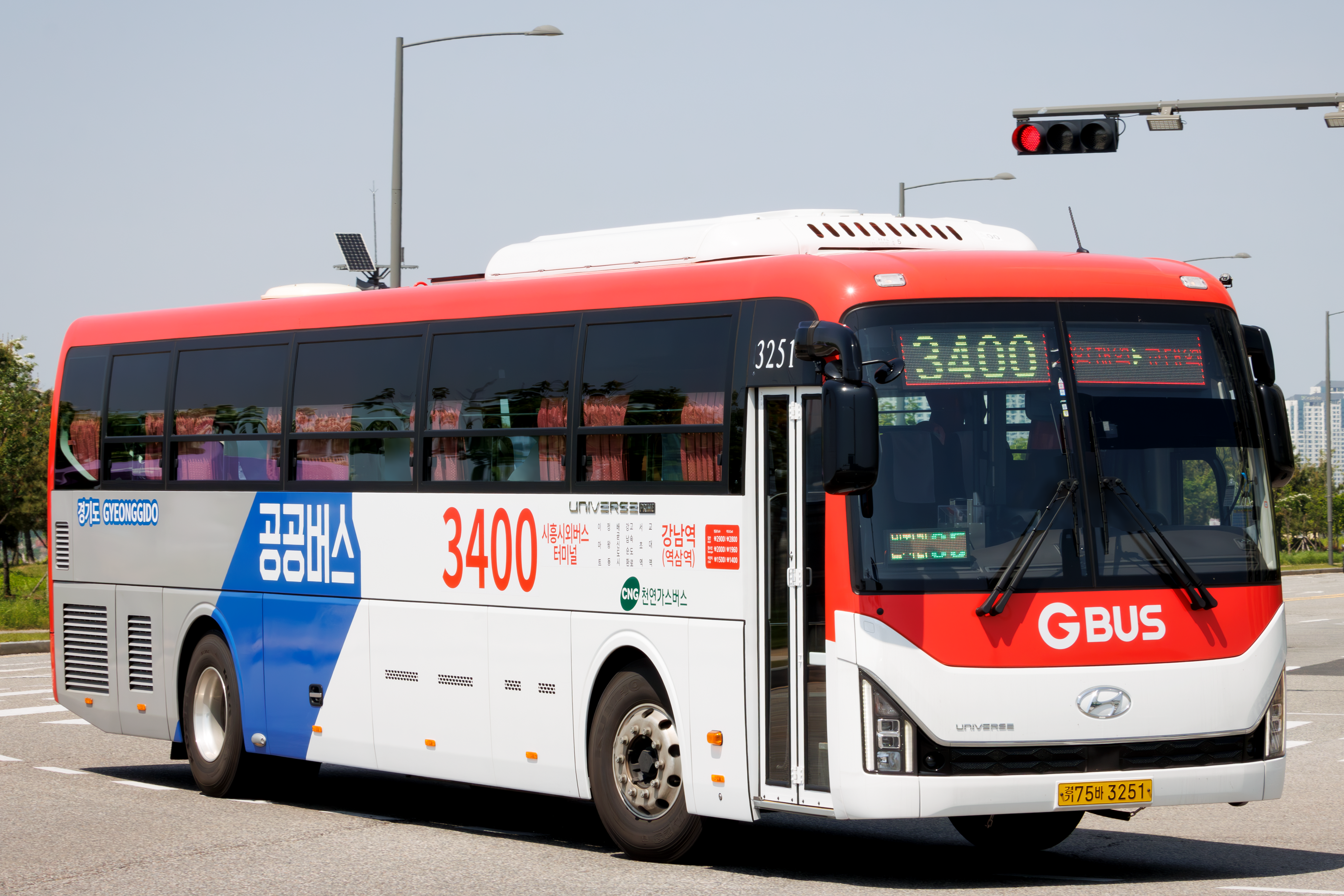
시흥시내버스 3400번
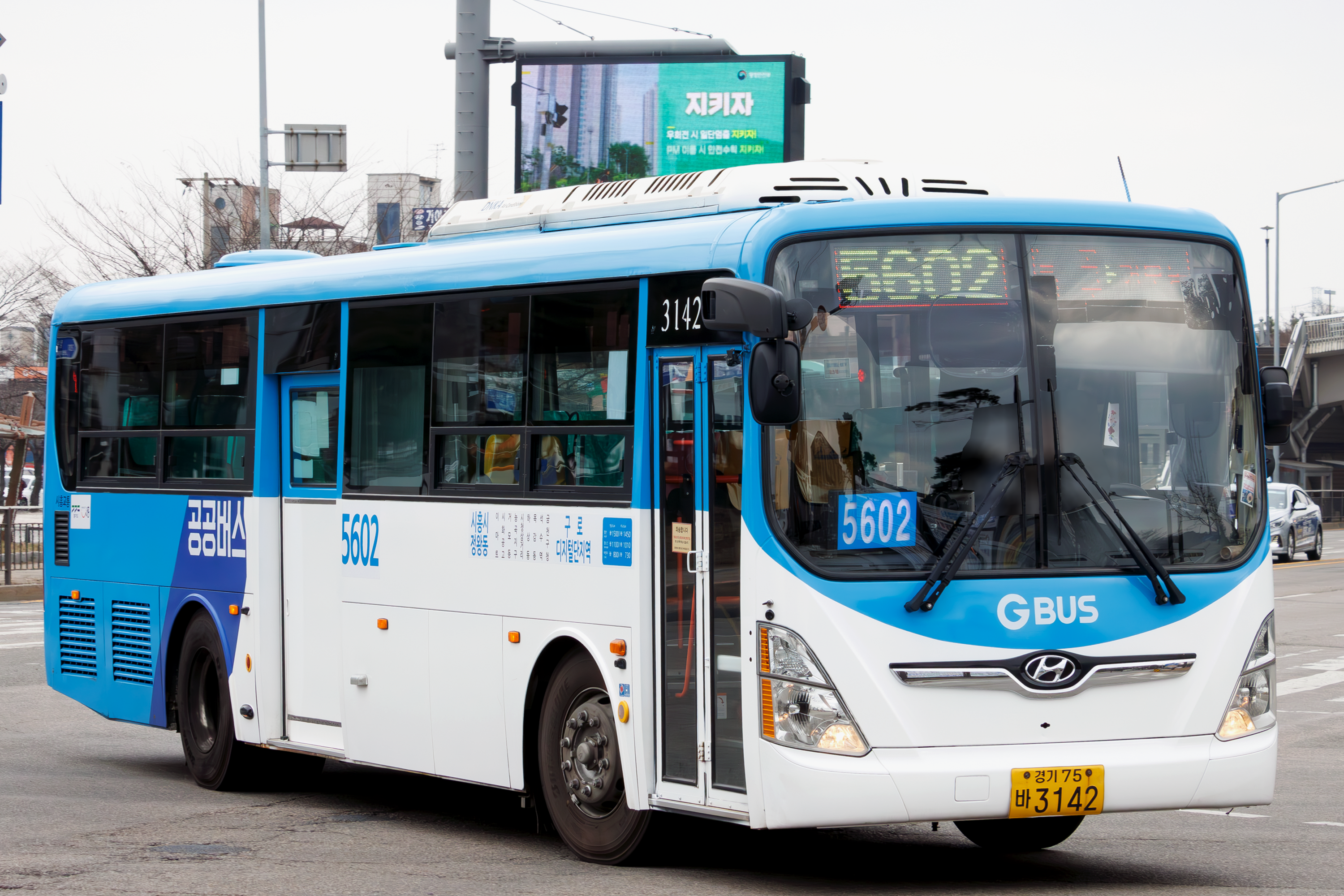
시흥시내버스 5602번
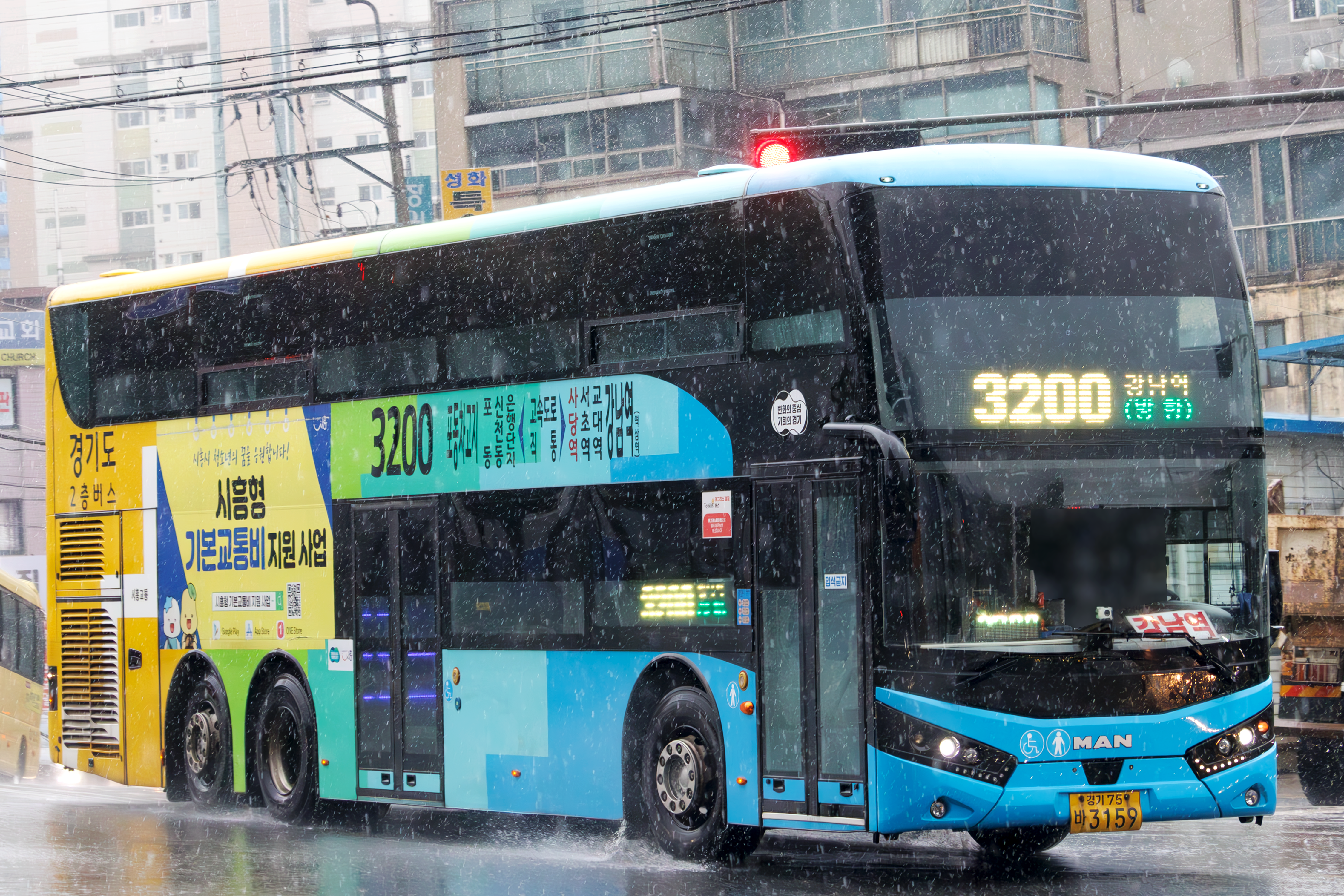
시흥시내버스 3200번